# Sebastian Svärd
Sebastian Steve Qvacoe Cann-Svärd, connu sous le nom de Sebastian Svärd, est un footballeur danois né le 15 janvier 1983 à Hvidovre évoluant au poste de milieu de terrain.

## Palmarès
Arsenal FC
- Community Shield
  - Vainqueur (1) : 2004

 Brøndby IF
- Championnat du Danemark
  - Champion (1) : 2005
- Coupe du Danemark
  - Vainqueur (1) : 2005

 Borussia Mönchengladbach
- 2.Bundesliga
  - Champion (1) : 2008